# 白帽子駅
白帽子駅（はくぼうしえき）とは、中華人民共和国黒竜江省ハルビン市阿城区に位置する浜綏線の駅。

## 歴史
- 1899年　開業。

## 隣の駅
中華人民共和国鉄道部
浜綏線
玉泉駅 - 白帽子駅 - 白嶺駅
座標: 北緯45度22分44秒 東経127度12分29秒 / 北緯45.378772度 東経127.20805度